# 哲理钟楼
哲理钟楼，位于中国福建省莆田市荔城区镇海街道凤山街仓后路7号县政府机关宿舍区，原为基督教卫理公会所办哲理中学的映雪楼（教员宿舍），建于清光绪二十五年（1899年），三层红砖大楼，占地面积394平方米，建筑面积1182平方米，保存完整。已公布为莆田市文物保护单位。